# Hilary Bradt
Hilary Bradt (17 de julio de 1941) es la fundadora de Bradt Travel Guides, una editorial que se convirtió en una presencia cada vez más visible en el mundo de las guías de viaje a partir de mediados de la década de 1970.

## Biografía
En 1972, Bradt pasó 18 meses viajando como mochilera desde Colombia a Tierra de Fuego y luego a Argentina y Brasil con su entonces marido, con quien posteriormente cofundó Bradt Travel Guides. Su primer libro fue Backpacking along Ancient Ways in Peru and Bolivia.
Las guías Bradt empezaron cubriendo destinos exóticos o poco conocidos, como Ruanda y Albania, y han seguido centrándose en este nicho, publicando con frecuencia guías de países que aún no están cubiertos por ninguna otra editorial de viajes. Los libros de Bradt han ganado varios premios. La empresa tiene su sede en Chalfont St Peter, Inglaterra.
Tras dirigir la empresa durante 35 años, Bradt anunció su jubilación en 2007, pero sigue participando como directora de la empresa. También sigue escribiendo tras su jubilación, siendo autora de una guía de Devon y colaborando con artículos en periódicos y revistas nacionales, así como en una colección de cuentos de viajeros.
Bradt también ha trabajado mucho como guía de turismo. Su área de especialización es Madagascar y ha escrito varios libros sobre esta nación insular africana. Además Bradt es miembro desde hace mucho tiempo del Gremio Británico de Escritores de Viajes y entre otras obras benéficas es patrona de la organización benéfica británica Money for Madagascar, que lleva recaudando fondos para proyectos en el país desde 1986.

## Premios y reconocimientos
- Fue nombrada Miembro de la Orden del Imperio Británico (MBE) en los honores del cumpleaños de 2008 por sus servicios a la industria turística y a la caridad.
- En noviembre de 2009, Premio Lifetime Achievement Award  del Gremio Británico de Escritores de Viajes.